# Західноафриканський фунт
Західноафриканський фунт (англ. British West African pound) — грошова одиниця Британської Західної Африки в 1913-1961 роках, Гани в 1957-1958 роках, Сьєрра-Леоне — в 1961-1963 роках.

## Історія

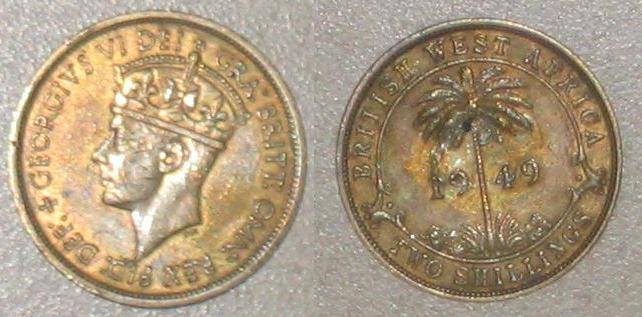
Західноафриканські два шилінги, 1949

Законним платіжним засобом на територіях, що входили в Британську Західну Африку, був фунт стерлінгів. З 1907 року для Британської Західної Африки карбувалися монети в 1/10 і 1 пенні, а з 1911 також — 1/2 пенні. Монети відрізнялися від монет метрополії металом, наявністю отвору та легендою (напис «Британська Західна Африка», а в 1911 році — «Нігерія Британська Західна Африка»), що виключало використання цих монет на території метрополії.
У 1913 році в Лондоні створено Валютну раду Західної Африки, яка отримала право випуску спільної валюти для британських колоній Західної Африки — Гамбії, Золотого берега,Сьєрра-Леоне, Нігерії. У тому ж році на додаток до номіналів, які випускалися раніше, було розпочато карбування монет номіналом від 3 пенсів до 2 шилінгів, а в 1916 році розпочато випуск банкнот.
У 1916 році, після окупації британськими військами західної частини Німецького Камеруну там також почав ходити західноафриканський фунт. У 1922 році на цій території створено підмандатну територію Західний Камерун.
Після проголошення незалежності держав на територіях, що входили складу Британської Західної Африки, почалося формування національних кредитно-грошових систем. У 1957 році проголошена незалежність Гани, в 1960 — Нігерії, в 1961 — Сьєрра-Леоне, в 1965 — Гамбії. У 1961 році Британський Камерун розділений між Камеруном та Нігерією.
4 березня 1957 року засновано Банк Гани, який почав операції 1 серпня того ж року. 14 липня 1958 року розпочата емісія нової грошової одиниці — ганського фунта, обмін проводився 1: 1. З 1 липня 1959 року ганський фунт оголошений єдиним законним платіжним засобом.
У 1958 році засновано Центральний банк Нігерії, який почав в 1959 році випуск національної валюти — нігерійського фунта, обмін проводився 1: 1. Західноафриканські монети і банкноти перестали служити законним платіжним засобом з 1 липня 1962 року.
На частині території Британського Камеруну, що увійшла в 1961 році до складу Камеруну, був введений франк КФА. Обмін західноафриканських фунтів і введених в 1959 році нігерійських фунтів проводився в співвідношенні: 1 фунт = 700 франків.
27 березня 1963 року засновано Банк Сьєрра-Леоне. 4 серпня 1964 року банк почав операції і емісію нової грошової одиниці — леоне, обмін проводився: 1 фунт = 2 леоне. Західноафриканські фунти поступово вилучалися з обігу і з 4 лютого 1966 року втратили чинність законного платіжного засобу.
13 травня 1964 року було засновано Валютну раду Гамбії, до якої перейшли функції емісії нової грошової одиниці — гамбійського фунта, обмін проводився 1:1.

## Монети
У 1907 році були введені в обіг алюмінієві монети 1/10 пенні і мідно-нікелеві 1 пенні. У 1908 році 1/10 пенні також почали карбувати з мідно-нікелевого сплаву. У 1911 році були введені мідно-нікелеві монети ½ пенні. У 1913 році були введені срібні монети: 3 та 6 пенсів, 1 та 2 шилінги. У 1920 році, латунь замінила срібло.
У 1938 році були введені великі мідно-нікелеві 3 пенсові монети, у карбуванні більших номіналів монет почали використовувати нейзильбер замість латуні. У 1952 році бронза замінила мідно-нікелевий сплав у монетах 1/10, 1/2 і 1 пенні. Останні монети Британської Західної Африки викарбувані у 1958 році.

## Банкноти
У 1916 році Рада Західної Африки почала друкувати банкноти номіналом 2, 10 і 20 (1 фунт) шилінгів, до яких у 1918 році, добавилася купюра номіналом 1 шилінг. Після 1918 року постійно друкували тільки банкноти у 10 та 20 шилінгів. У 1953 році було введено купюру 100 шилінгів (5 фунтів). Останні банкноти (20 шилінгів) були надруковані у 1962 році.

## Деномінація західноафриканського фунта
| Країна              | Рік заміни | Нова грошова одиниця | Курс обміну                                      |
| Гана                | 1958       | ганський фунт        | 1 західноафриканський фунт = 1 ганський фунт     |
| Нігерія             | 1958       | нігерійський фунт    | 1 західноафриканський фунт = 1 нігерійський фунт |
| Британський Камерун | 1961       | франк КФА            | 1 західноафриканський фунт = 700 франків КФА     |
| Сьєрра-Леоне        | 1964       | леоне                | 1 західноафриканський фунт = 2 леоне             |
| Гамбія              | 1968       | гамбійський фунт     | 1 західноафриканський фунт = 1 гамбійський фунт  |

## Джерело
- Нумізматичний сайт [Архівовано 6 січня 2017 у Wayback Machine.] (англ.)
- Зварич В.В. Нумизматический словарь. — Вища школа. — Львов : Издательство при ЛГУ, 1975. — 159 с.(рос.)
- Бутаков Д.Д., Золотаренко Е.Д., Рыбалко Г.П. Валюты стран мира: Справочник. 5-е изд., перераб. и доп./Под ред. С. М. Борисова, Г. П. Рыбалко, О. В. Можайскова. — М. : Финансы и статистика, 1987. — 383 с.(рос.)